# Sebastian von Knorring (militär)
Sebastian Carl von Knorring, född den 10 april 1789 på Attorp i Södra Säms socken, Älvsborgs län, död den 5 april 1858 på Skålltorp i Skärvs socken, Skaraborgs län, var en svensk friherre och militär. Han var dotterson till Carl Gustaf Grubbe och gift med Sophie von Knorring.
von Knorring blev rustmästare vid Skaraborgs regemente 1791. Han var kadett vid krigsakademien på Karlberg 1803–1807. von Knorring blev korpral vid Livregementsbrigadens husarkår sistnämnda år, kornett där 1808,. löjtnant 1811 och ryttmästare. Han blev kapten vid Skaraborgs regemente 1814 och i generalstaben 1817, major i regementet 1819, överstelöjtnant i armén 1823, andre major vid regementet 1824 samt överstelöjtnant och förste major vid regementet 1833. von Knorring befordrades till överste i armén och var chef för Skaraborgs regemente från 1845. Han tilldelades guldmedalj för tapperhet i fält 1809 samt blev riddare av Svärdsorden 1819 och riddare av Dannebrogorden 1848.